# Утимура, Кохэй
Кохэй Утимура (яп. 内村 航平 Утимура Ко:хэй, 3 января 1989 года, Китакюсю, Фукуока, Япония) — японский гимнаст, трёхкратный олимпийский чемпион и четырёхкратный серебряный призёр Олимпийских игр, десятикратный чемпион мира (в том числе шесть побед подряд в абсолютном первенстве — 2009, 2010, 2011, 2013, 2014 и 2015).
Знаменит тем, что стал первым гимнастом, который выиграл многоборье на всех крупных стартах в одном олимпийском цикле, включая многоборье на Олимпиаде. Он также прославился, исполняя сложные упражнения с невероятной точностью. Его навыки оценили в International Gymnast Magazine как «сочетание большой сложности, согласованности и чрезвычайной элегантности исполнения». 
Завершил карьеру в 2022 году, в 33 года

## Ранние годы
Утимура начал заниматься гимнастикой в возрасте трех лет в Нагасаки в спортивном клубе своих родителей. Его родители Кадзухиса и Сюко Утимура также были гимнастами. В возрасте 15 лет он переехал в Токио, где его тренировал чемпион олимпийских игр в Афинах Наоя Цукахара. Его сестра Харухи Утимура также гимнастка, 14-й номер в команде Японии. Первое участие Кохэя в международных соревнованиях состоялось в 2005 году, на международном чемпионате среди юниоров в Японии.

## Карьера

### 2007
Утимура присоединился к национальной сборной Японии в 2007 году. Его дебют на взрослых соревнованиях произошёл на Кубке мира в Париже в марте. Он выиграл бронзу в соревнованиях на опорном прыжке и стал девятым в вольных упражнениях В августе он выиграл золото вместе с командой и стал первым в вольных упражнениях и третьим в опорном прыжке на летней Универсиаде 2007 года в Бангкоке. На чемпионате Японии в октябре он стал седьмым в многоборье. Месяц спустя на международном турнире «Удачи, Пекин» он выиграл серебро с командой и вновь стал седьмым в многоборье.

### 2008
Утимура начал сезон 2008 года, выиграв золото в произвольной программе на кубке мира в Тяньцзине в мае.
Летом того же года Утимура был отобран в олимпийскую сборную страны для участия в Олимпийских играх в Пекине. На олимпийских играх он выиграл серебро в командных соревнованиях, выполнив опорный прыжок, упражнения на брусьях, перекладине и произвольную программу. Кохэй достиг финала многоборья и стал серебряным призёром, выиграв для Японии первую медаль в этом виде за последние 24 года. Утимура получил высший балл в произвольной программе — 15,825 (двойное арабское сальто согнувшись и тройной винт) и выполнил захватывающую комбинацию на перекладине (перелет Колмана, перелет Ковача). Он также участвовал в финале произвольной программы, где стал пятым.
На чемпионате Японии этого года 19-летний Кохэй получил высочайшую оценку в произвольной программе и в упражнениях на коне, и выиграл свой первый титул абсолютного чемпиона Японии.

### 2009
В октябре 2009 Утимура выступал на своем первом чемпионате мира. Он считался фаворитом в многоборье и выиграл у своего ближайшего преследователя Дэниэла Китингса 2,575 балла, получив высшие оценки в произвольной программе, на кольцах, в опорном прыжке и на параллельных брусьях. Утимура также занял четвёртое место в произвольной программе и стал шестым на перекладине. В декабре он появился на обложке International Gymnastics Magazine, с заголовком «Утимура ведёт».

### 2010
В октябре 2010 года Кохэй Утимура выступил на своем втором чемпионате мира в Роттердаме. Как и в предыдущем году, он доминировал в многоборье, выиграв у серебряного призёра Филиппа Боя 2, 251 балл. В многоборье он получил высочайшие оценки в произвольной программе и очень высокую оценку за исполнение опорного прыжка в два оборота (Юрченко) — 9,666.
Кохэй снова помог японской команде занять второе место в командном многоборье, выступив на всех снарядах, кроме колец. Он также квалифицировался в два финала, выиграв в них серебряную (произвольная программа) и бронзовую (параллельные брусья) медали.

### 2011
14 октября 2011 года Кохэй Утимура снова выиграл многоборье на чемпионате мира, третий год подряд. С оценкой 93,631 он выиграл у второго места 3,101 балла (примерно столько же баллов отделяло серебряного призёра от 14 места). Он не только стал первым гимнастом, который выиграл три титула абсолютного чемпиона мира, но и первым гимнастом, выигравшим три титула абсолютного чемпиона подряд. Во время многоборья Кохэй получил высший балл в четырёх из шести упражнений. Он также отобрался в пять из шести финалов (кроме опорного прыжка). Кроме того, Утимура выиграл первую золотую медаль в отдельном виде — на произвольной программе — и бронзу на перекладине. Также Утимура снова помог Японской сборной выиграть серебряные медали командного первенства.
На чемпионате мира 2011 года Утимура также получил приз самого элегантного гимнаста по версии компании-спонсора чемпионата Longines. Он был награждён часами этой фирмы стоимостью 5000 долларов. Утимура был очень рад получить эту награду, так как он коллекционирует часы.
В ноябре 2011 года Утимура выиграл 4 золотых медали чемпионата Японии. Кроме золота в многоборье, он также выиграл в произвольной программе, упражнениях на коне и перекладине.

### 2012
На летних олимпийских играх в Лондоне Утимура, всегда четко исполняющий свои комбинации, вдруг несколько раз упал и занял в квалификации многоборья отнюдь не первое место. В финале командных соревнований Утимура сорвался с коня, однако японская делегация подала протест, заявив, что он не сорвался, а приземлился на ноги, хотя и с грубой ошибкой. До подачи апелляции, серебряные медали должны были получить гимнасты из Великобритании, бронзовые — с Украины. Однако, апелляция была удовлетворена, и сборная Японии получила серебряные медали, отодвинув британцев на третью строчку, а украинцев и вовсе сместив с пьедестала почета. В мужском многоборье Утимура снова доминировал и уверенно выиграл золотую медаль с результатом 92,690. Кохэй также завоевал серебряную награду в произвольной программе с результатом 15,8.

### 2013
На чемпионате мира в Антверпене (Бельгия) Утимура в четвёртый раз подряд становится обладателем золотой медали в мужском многоборье, в отдельных видах Утимура выигрывает золотую медаль на параллельных брусьях, также он завоевывает две бронзовых медали на перекладине и вольных упражнениях.

### 2014
В октябре 2014 года Утимура, выступая на чемпионате мира в Наньнине, (Китай) вновь обыгрывает своих соперников в мужском многоборье с результатом 91.965, оторвавшись от своего ближайшего преследователя Макса Уитлока на 1.492 балла. Кохэй ставит новый личный рекорд — пятикратный абсолютный чемпион мира в мужском многоборье. Также Утимура выигрывает две серебряные медали: в командном финале многоборья, и в отдельном виде гимнастического многоборья — на перекладине.

## Личные взгляды
Кохэй Утимура является атеистом.